# イリンジバル
リンチンバル（モンゴル語: ᠷᠢᠨᠴᠢᠨᠪᠠᠯ, ラテン文字転写: Rinčinbal）は、モンゴル帝国の第14代カアン（元としては第10代皇帝）。読みは、リンチェンパル（チベット語: རིན་ཆེན་དཔལ།, ラテン文字転写: rin chen dpal）、イリンジバル（中国語: 懿璘質班, ラテン文字転写: Irinjibar）。

## 生涯
明宗コシラの次男。母のバブシャはナイマン部の出で、コシラが即位以前、アルタイ山脈の西に亡命していたときに生まれた。明宗が不審な急死を遂げて叔父の文宗トク・テムルが即位すると、鄜王に封じられた。
至順3年8月（1332年9月）に文宗が崩御すると、文宗は次のカアンに明宗の子を立てるように遺言した。『庚申外史』によると文宗はオングチャドにおいて兄の明宗を毒殺させたことを心から悔いていたが故に明宗の子を自らの後継者とするよう遺言したのだという。
文宗を擁立して専権を振るっていた中書右丞相のエル・テムルは明宗を毒殺したと言われており、文宗の皇后であったブダシリにその次男のエル・テグスを擁立することを提案した。エル・テムルの力が増すことを恐れたブダシリは、文宗の遺言に従って明宗の子を擁立することを望んだ。
明宗の長男であったトゴン・テムルは都から遠く離れた広西に流されており、10月にリンチンバルがエル・テムルによってカアンに擁立され、ブダシリが皇太后として後見した。同年12月、寧宗はわずか43日の在位で急逝した。
エル・テムルは改めてブダシリにエル・テグスの即位を要請したが、エル・テグスが幼いことを理由に再び固辞された。既に13歳になって分別のつく年頃であるトゴン・テムルを即位させるのにエル・テムルは難色を示したが、最終的にトゴン・テムルが呼び戻され、カアンに即位した。

## 后妃
- 皇后：ダリエテミシ（中国語版）（答里也忒迷失）- コンギラト部出身。